# Flagello (Magic)
(mantra della Cabala)

Il logo del set

Flagello (Scourge in inglese) è un'espansione del gioco di carte collezionabili Magic: l'Adunanza, edito da Wizards of the Coast. In vendita in tutto il mondo dal 26 maggio 2003, è il terzo e ultimo set del blocco di Assalto, che comprende anche Assalto e Legioni.

## Caratteristiche
Flagello è composta da 143 carte, stampate a bordo nero, così ripartite:
- per colore: 27 bianche, 27 blu, 27 nere, 27 rosse, 27 verdi, 4 multicolori, 3 incolori, 1 terra.
- per rarità: 55 comuni, 44 non comuni e 44 rare.

Il simbolo dell'espansione è la testa di un drago, e si presenta nei consueti tre colori a seconda della rarità: nero per le comuni, argento per le non comuni, e oro per le rare.
Flagello è disponibile in bustine da 15 carte casuali e in 4 mazzi tematici precostituiti da 60 carte ciascuno:
- Attacco Totale (verde/nero)
- Sorgente di Tempeste (bianco/blu)
- Polverizzatore (blu/rosso)
- Orda di Goblin (rosso)

### Prerelease
Flagello fu presentata in tutto il mondo durante i tornei di prerelease il 17 maggio 2003, in quell'occasione venne distribuita una speciale carta olografica promozionale: il vampiro Collezionista di Anime.

### Ristampe
L'unica carta del set che è stata ristampata da espansioni precedenti è l'Offensiva dei Goblin, (dal set Portal Seconda Era).

## Novità
Flagello introduce nel gioco una nuova abilità, oltre a sviluppare notevolmente le meccaniche di gioco presentate nei due set precedenti.

### Nuove abilità

#### Tempesta
Questa abilità riguarda le stregonerie e gli istantanei, ovvero le magie che non siano permanenti. Quando viene lanciata una magia con Tempesta, viene copiata un numero di volte pari al numero di magie giocate prima di essa nello stesso turno da ogni giocatore. È possibile scegliere nuovi bersagli per ogni copia.